# Kommen Sie am Ersten
Kommen Sie am Ersten ist ein deutscher Spielfilm aus dem Jahre 1951 von Erich Engel. Die Hauptrollen spielen Hannelore Schroth, Günther Lüders und Ernst Lothar.

## Handlung
„Kommen Sie am Ersten“ ist der Standardspruch, den in der noch sehr jungen Bundesrepublik jeder Schuldeneintreiber beim Versuch, abzukassieren, hört. Egal, welche Wohnungstür sich öffnet, es ist immer derselbe Satz, gesprochen vom Greis über das Dienstmädchen und die Hausfrau bis zum Kind. Denn erst zum Monatsbeginn kommt neues Geld aufs Gehaltskonto, und viele pfeifen, finanziell betrachtet, in den letzten Tagen des alten Monats aus dem letzten Loch. Den Geschäftsinhabern ergeht es nicht viel anders, auch sie werden ständig hingehalten, und da man es sich nicht leisten kann, Kunden zu verlieren, wird nolens volens akzeptiert, wenn die Rechnung erst später beglichen wird. Für die junge Verkäuferin Inge Imhoff hat diese Zahlungsmoral ernsthafte Konsequenzen: Sie verliert ihre Stellung im Textilgeschäft von Herrn Kolbert. Daraufhin macht sie sich auf, den säumigen Kunden Manieren beizubringen und von ihnen endlich die offenen Schulden einzutreiben. Als Inge einmal erfolgreich Rückstände eingetrieben hat, nimmt diese ihr Vater gleich wieder ab – auch er hat nämlich Schulden!
In dem Haus des jungen Komponisten, Sonnyboys und ständigen Pleitiers Bruno Freyberg, der gerade ein neues Werk verfasst hat, sich aber lieber mit der holden Weiblichkeit, etwa in Gestalt einer eleganten Taxi-Bekanntschaft, beschäftigt, trifft Inge auf den kreuzbiederen Gustav Schäfer, der wie Inge, allerdings sehr viel professioneller, seinen Lebensunterhalt als Schuldeneintreiber betreibt. Der ältlich wirkende Herr gibt der Novizin Inge daher den einen oder anderen Tipp, wie man an das Geld kommt, ohne bereits an der Haustür abgewimmelt zu werden. „Das Klingeln ist die Seele des Kassierens“ erklärt Schäfer in einem Anfall von Poesie, „nach einer Weile klingelt man melodisch und im Takt. Der „Donauwalzer“ zum Beispiel wirkt verheerend.“ Auf diese Weise habe man schon halb gewonnen, denn damit würde man Einlass in die Wohnungen der Schuldner bekommen. Komponist Bruno und sein schlaksiger Textdichter Charlie Stein hausen dank ihres knappen Budgets in einer Junggesellenwohnung – volle Aschenbecher, Schnapsflaschen und Kunstdrucke an der Wand inklusive. Wenn Bruno nicht am Klavier, seinem einzigen Hab und Gut von Wert, hockt, kommt er meistens zu spät, ist ständig bei anderen in der Kreide und baut ganz auf seinen jungenhaften Charme. Dass er begabt ist, hat ihm jedenfalls noch kein Geld eingebracht. Sein Slowfox „Das Schicksal hat ja gesagt“ läuft sowohl in der Tanzbar „Paradiso“ als auch im Radio. Ein anderes Stück trällert er seinem Produzenten durch die Telefonleitung, und der kauft das Lied sofort. Nur mit der Zahlungsmoral, da hapert es auch bei ihm …
Die Fäden der Beteiligten führen zusammen, als klar wird, dass Bruno ein Verhältnis mit Gustav Schäfers Gattin Gitta, der Taxi-Bekanntschaft von Beginn des Films, beginnen möchte, während ihr Gatte Gustav sich gerade um die in Schieflage befindliche Ehe von Dr. Brand und seiner Gattin kümmert. Dort nämlich ist es Minnie, die den Haushalt durcheinander bringt, in dem sie immer neue Dinge käuflich erwirbt, um ihrem Mann zu gefallen. Das nötige Geld dafür besitzt auch sie nicht, und so bestellt Minnie wie die meisten anderen Kunden Gustavs auf Pump. Dr. Brand ist derweil ahnungslos. Inge schleicht sich inzwischen mehrfach in Brunos und Charlies Wohnung und geht den beiden Männern, die soeben vom Geldbriefträger beglückt worden sind, solange auf den Nerv, bis sie endlich die ausstehenden 918 DM erhält. Jetzt erkennt auch Ladeninhaber Kolbert, was er an seinem Fräulein Imhoff hatte und gibt ihr ihren alten Job als Verkäuferin wieder. Ausgerechnet Langfinger Inge ist es, die dann auch noch vor Bruno „moralisch“ wird und ihn ermahnt, das kaum begonnene Verhältnis mit Frau Schäfer zu beenden. Mit ihren strengen Ansichten erweckt sie Brunos Interesse, und beide verlieben sich schlussendlich ineinander. Wie unterschiedlich beider Lebensauffassungen sind, entpuppt sich aber recht bald. Als es um die Ausrichtung des Verlobungsessens geht, stellt sich die Frage, was aufgetischt werden soll. „Was meine Frau am liebsten isst“, findet Bräutigam Bruno, und Inge wirft wie selbstverständlich ein: „Bezahlte Sachen“.

## Wissenswertes
Der Hauptdarsteller Ernst Lothar wird häufig mit dem gleichnamigen Wiener Theaterdoyen Ernst Lothar, geborener Müller, verwechselt. Beide sind nicht miteinander identisch und besitzen seit ihrer Geburt, also ehe sie dasselbe Pseudonym „Ernst Lothar“ wählten, auch noch dieselben Vornamen, nämlich Lothar Ernst. Der in diesem Film zu sehende „Ernst Lothar“ hieß jedoch eigentlich Lothar Ernst Saure (1923–1982).
Inge Meysel und Joseph Offenbach spielten später das Ehepaar Scholz in Die Unverbesserlichen.

## Produktionsnotizen
Die Dreharbeiten fanden zwischen Ende Juli und Ende August 1951 in einem Behelfsatelier der Graf-Goltz-Kaserne in Hamburg-Rahlstedt statt. Der Film wurde am 9. November 1951 uraufgeführt.
Walter Koppel hatte die Gesamtleitung, Gyula Trebitsch die Herstellungsleitung. Die Filmbauten stammten von Herbert Kirchhoff und Albrecht Becker, die Kostüme von Erna Sander. Werner Pohl und Robert Fehrmann kümmerten sich um den Ton. Hermann Kugelstadt arbeitete als Regieassistent, Heinz Pehlke übernahm die Kameraführung unter Albert Benitz’ Chefkamera. Den ironischen Kommentar aus dem Off sprach Axel von Ambesser.

## Kritiken
Curt Riess’ „Das gibt’s nur einmal“ nannte den Film eine „amüsante wirklichkeitsnahe Glosse“.
Im Lexikon des Internationalen Films heißt es: „Solide inszenierte und gut gespielte Komödie, stimmig in Atmosphäre und Zeitkolorit.“